# Stanisław Kopystyński

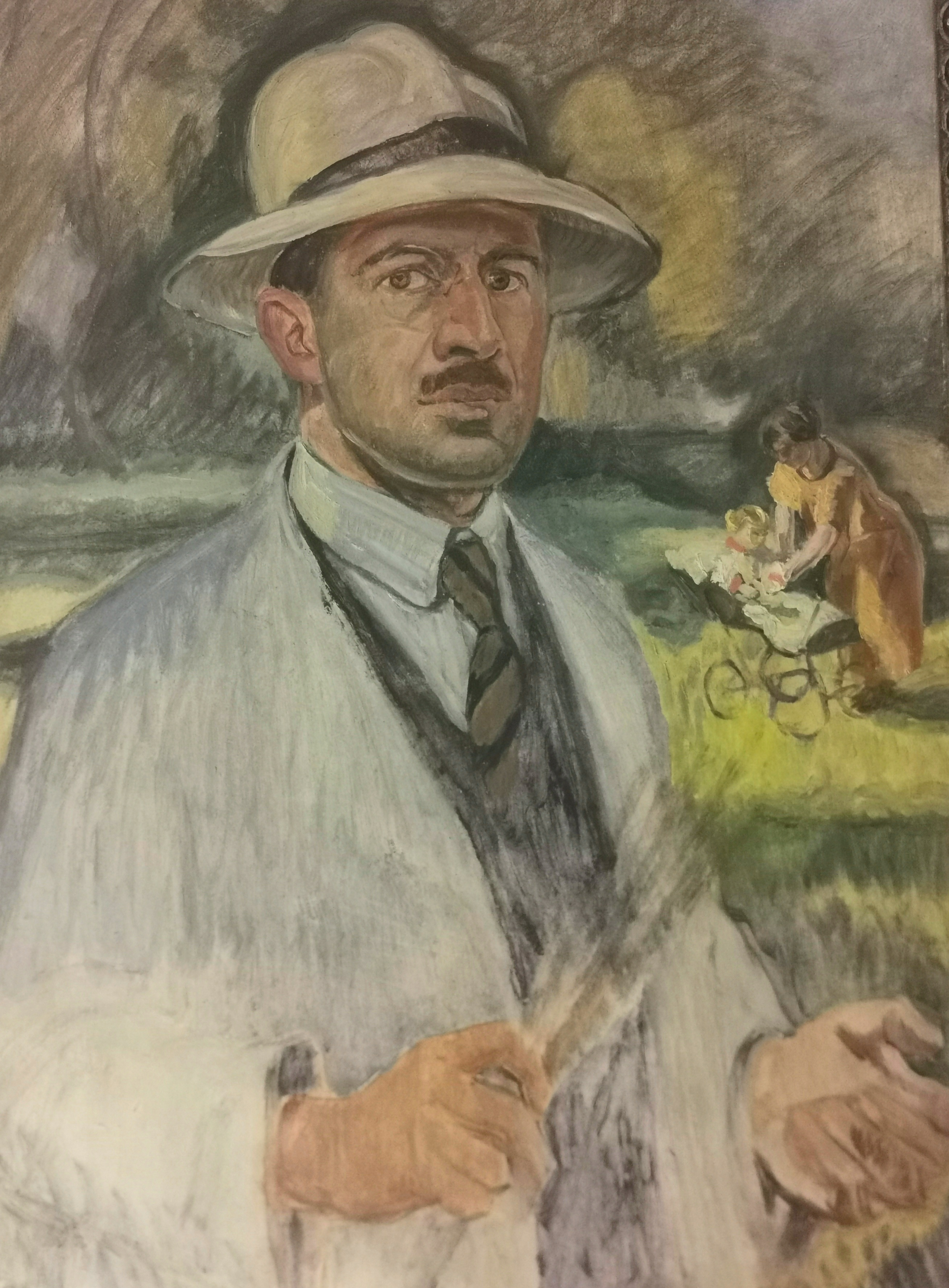
Stanisław Kopystyński - autoportret - obraz olejny

Stanisław Kopystyński (ur. 7 września 1893 w Jarosławiu, zm. 25 maja 1969 we Wrocławiu) – polski malarz, artysta i pedagog, absolwent Krakowskiej Akademii Sztuk Pięknych z pracowni Jacka Malczewskiego i Stanisława Dębickiego.

## Życiorys
Syn Piotra Kopystyńskiego. Związany przed wojną z Jarosławiem. W 1911 roku zdał egzamin dojrzałości i został studentem na Wydziale Prawa Uniwersytetu Jagiellońskiego. Po trzech latach zrezygnował ze studiów prawniczych, by rozpocząć edukację na krakowskiej Akademii Sztuk Pięknych. W 1946 podjął decyzję o opuszczeniu Jarosławia i osiedleniu się na stałe we Wrocławiu, gdzie wraz z prof E. Geppertem tworzył Państwową Wyższą Szkołę Sztuk Plastycznych. Samodzielnie założył Państwowe Liceum Sztuk Plastycznych (był jego pierwszym dyrektorem i wieloletnim nauczycielem). W uznaniu zasług pedagogicznych i osiągnięć artystycznych Stanisława Kopystyńskiego szkoła nosi jego imię.
Artysta tworzył portrety, martwe natury i pejzaże w technice olejnej i akwarelowej. Równie ciekawe są jego prace graficzne inspirowane mitologią, Biblią i architekturą sakralną południowo-wschodniej Polski oraz projekty witraży. Liczne prace artysty znajdują się w kolekcjach muzealnych Wrocławia, Jarosławia oraz w kolekcjach prywatnych w kraju i za granicą. Obrazy i grafiki Kopystyńskiego można oglądać na wystawie stałej w Muzeum w Jarosławiu Kamienica Orsettich, mieszczącym się w rodzinnym mieście artysty.
Artysta prezentował swoje prace na licznych wystawach zarówno zbiorowych, jak i indywidualnych, w tym we Lwowie i Wrocławiu. Prace artysty są regularnie wystawiane w galeriach sztuki i w domach aukcyjnych.
Stanisław Kopystyński zmarł 25 maja 1969 we Wrocławiu i spoczywa na wrocławskim cmentarzu św. Rodziny przy ulicy Smętnej. Jego grób znajduje się na polu nr 17 (rząd 15, grób nr 3)

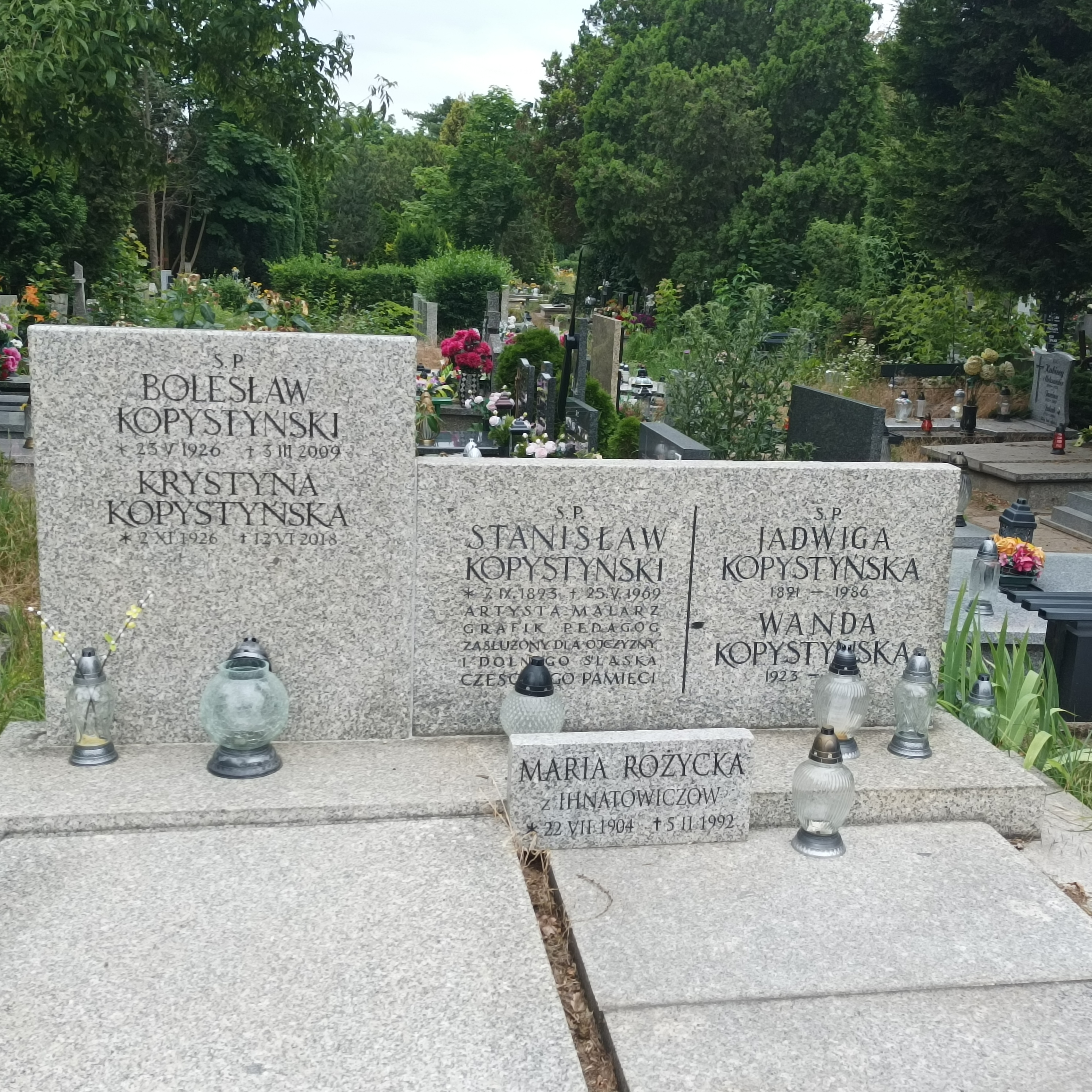
Grób Stanisława Kopystyńskiego na Cmentarzu Świętej Rodziny